# Tormentor
Tormentor je kultovní maďarská black metalová kapela založená v roce 1986 ve městě Budapešť. Jedná se o jednu z prvních maďarských blackmetalových skupin.
Demo Anno Domini nahrála kapela v roce 1988, ale dokázala ho vydat až po pádu komunismu v roce 1989. Kazeta se dostala do Norska až ke členům kapely Mayhem, kteří po sebevraždě zpěváka Pera Yngve Ohlina v roce 1991 pozvali vokalistu Tormentoru Attilu Csihara do svých řad. Následně se Tormentor v témže roce rozpadl.
Po dlouhé době se však kapela obnovila a první studiové album s názvem Recipe Ferrum! 777 vyšlo v roce 2001 u vydavatelství Avantgarde Music.
Pozn.: existuje mnoho kapel z celého světa s názvem Tormentor.

## Diskografie

### Dema
- The Seventh Day of Doom (1987)
- Anno Domini (1989) – vyšlo i jako album

### Studiová alba
- Recipe Ferrum! 777 (2001)

### Živé nahrávky
- Live in Budapest December (1986)

### Kompilace
- The Sick Years (2000)